# Kongo-Kinshasa i olympiska sommarspelen 2012
Kongo-Kinshasa deltog i de olympiska sommarspelen 2012 som ägde rum i London i Storbritannien mellan den 27 juli och den 12 augusti 2012. Ingen av landets deltagare erövrade någon medalj.

## Boxning
- Huvudartikel: Boxning vid olympiska sommarspelen 2012

Herrar
| Boxare      | Gren          | Sextondelsfinal      | Åttondelsfinal       | Kvartsfinal          | Semifinal            | Final                | Final     |
| Boxare      | Gren          | Motståndare Resultat | Motståndare Resultat | Motståndare Resultat | Motståndare Resultat | Motståndare Resultat | Placering |
| ----------- | ------------- | -------------------- | -------------------- | -------------------- | -------------------- | -------------------- | --------- |
| Meji Mwanba | Supertungvikt | Majidov (AZE) L      | Gick inte vidare     | Gick inte vidare     | Gick inte vidare     | Gick inte vidare     |           |

## Friidrott
- Huvudartikel: Friidrott vid olympiska sommarspelen 2012

Förkortningar
- Notera – Placeringar gäller endast den tävlandes eget heat
- Q = Kvalificerade sig till nästa omgång via placering
- q = Kvalificerade sig på tid eller, i fältgrenarna, på placering utan att ha nått kvalgränsen
- NR = Nationellt rekord
- N/A = Omgången inte möjlig i grenen
- Bye = Idrottaren behövde inte delta i omgången

Herrar
Bana och väg
| Idrottare           | Gren    | Final    | Final     |
| Idrottare           | Gren    | Resultat | Placering |
| ------------------- | ------- | -------- | --------- |
| Ilunga Mande Zatara | Maraton | DNF      | DNF       |

Damer
Bana och väg
| Idrottare              | Gren    | Heat     | Heat      | Semifinal        | Semifinal        | Final            | Final            |
| Idrottare              | Gren    | Resultat | Placering | Resultat         | Placering        | Resultat         | Placering        |
| ---------------------- | ------- | -------- | --------- | ---------------- | ---------------- | ---------------- | ---------------- |
| Chancel Ilunga Sankuru | 1 500 m | 5:05.25  | 14        | Gick inte vidare | Gick inte vidare | Gick inte vidare | Gick inte vidare |

## Judo
Herrar
| Idrottare       | Gren               | 32-delsfinal                 | Sextondelsfinal      | Åttondelsfinal       | Kvartsfinal          | Semifinal            | Återkval             | Bronsmatch           | Final                | Final     |
| Idrottare       | Gren               | Motståndare Resultat         | Motståndare Resultat | Motståndare Resultat | Motståndare Resultat | Motståndare Resultat | Motståndare Resultat | Motståndare Resultat | Motståndare Resultat | Placering |
| --------------- | ------------------ | ---------------------------- | -------------------- | -------------------- | -------------------- | -------------------- | -------------------- | -------------------- | -------------------- | --------- |
| Cédric Mandembo | Tungvikt (+100 kg) | Mikhailine (RUS) L 0000–0100 | Gick inte vidare     | Gick inte vidare     | Gick inte vidare     | Gick inte vidare     | Gick inte vidare     | Gick inte vidare     | Gick inte vidare     |           |